# Premier Farnell
A Premier Farnell é uma grande empresa britânica distribuidora de componentes eletrônicos. Sua sede fica em Londres na Inglaterra. Comercializa e distribui uma vasta gama de produtos e serviços em toda a Europa, América do Norte e Ásia com operações em 32 países e comercializando em mais de 100.